# カリン・ロワチー
カリン・ロワチー(Karin Lowachee)は南アメリカ・ガイアナ共和国生まれのカナダ人作家。スペキュレイティブ・フィクションを手掛ける。
ロワチーは『戦いの子』・『艦長の子』・『海賊の子』及び The Gaslight Dogs の四冊の長編小説を上梓した。
『戦いの子』は冒頭からの数章が2人称小説の形式で書かれた作品であり、ワーナーアスペクト第一長篇賞を受賞した。『海賊の子』は2006年ゲイラクティック・スペクトラム賞およびオーロラ賞を受賞し、2005年フィリップ・K・ディック賞の最終候補にまで残った。4作目の The Gaslight Dogs は2010年4月に発売された。

## 受賞歴
- ワーナーアスペクト第一長篇賞　2002年
- オーロラ賞最優秀英語長編部門  2006年
- ゲイラクティック・スペクトラム賞最優秀小説部門 2006年
- 2018年サンバースト賞（英語版）最終候補入り[6]